# Шепетово-Янувка
Шепетово-Янувка (пол. Szepietowo-Janówka) — село в Польщі, у гміні Шепетово Високомазовецького повіту Підляського воєводства.
Населення — 131 особа (2011).
У 1975-1998 роках село належало до Ломжинського воєводства.

## Демографія
Демографічна структура станом на 31 березня 2011 року:
|          | Загалом | Допрацездатний вік | Працездатний вік | Постпрацездатний вік |
| -------- | ------- | ------------------ | ---------------- | -------------------- |
| Чоловіки | 70      | 19                 | 35               | 16                   |
| Жінки    | 61      | 14                 | 33               | 14                   |
| Разом    | 131     | 33                 | 68               | 30                   |